# Ryan ST
Ryan ST (Sport Trainer) var ett amerikanskt skol- och stuntflygplan. 
Flygplanet var utrustat med två öppna sittbrunnar i tandemplacering med plats för en flyginstruktör och en elev alternativt en passagerare. Det var till stora delar tillverkat i metall. Flygplanet var lågvingat med ett fast hjullandställ vid vingarna och ett sporrhjul under fenan. Amerikanska flygvapnet köpte ett större antal för sin flygutbildning, den kom där att få namnet PT-22. Över 22 000 piloter fick sin flygutbildning i flygplanstypen under andra världskriget.